# Роатанска шипоопашата игуана
Роатанската шипоопашата игуана (Ctenosaura oedirhina) е вид влечуго от семейство Iguanidae. Видът е застрашен от изчезване.

## Разпространение
Разпространен е в Хондурас.